# Befana fascista
La Befana fascista, poi divenuta Befana del duce o Natale del duce, è stata una celebrazione benefica in favore dell'infanzia delle classi meno abbienti, istituita dal fascismo per il giorno dell'Epifania.

## Il contesto storico
Nei primi decenni del XX secolo il giorno della Befana veniva celebrato da molte categorie commerciali e professionali che raccoglievano doni in natura e denaro da destinare alle famiglie più povere.
Allo scopo di dare visibilità sul territorio ai fasci femminili e all'opera nazionale del dopolavoro, Augusto Turati ebbe l'idea della "Befana fascista", ordinando alle Federazioni provinciali del Partito Nazionale Fascista di sollecitare a commercianti, industriali e agricoltori donazioni in occasione di tale festa, la cui gestione sarebbe stata curata dalle organizzazioni femminili e giovanili fasciste. In verità, non fu una novità assoluta, ma il recepimento e la pianificazione su scala nazionale di iniziative spontanee, in precedenza assunte da molte sezioni del PNF, in Italia e all'estero. Significativa, ad esempio, fu la "Befana fascista ante litteram" organizzata a Buenos Aires dalla sezione argentina dell'Associazione lavoratori fascisti all'estero, che il 6 gennaio 1927 vide una grande partecipazione di emigrati italiani, con la distribuzione di 1 500 doni.

## L'istituzione ufficiale della festa
La prima Befana fascista del 6 gennaio 1928 ebbe un successo superiore ad ogni aspettativa, che ne decretò la riproposizione annuale, in un continuo crescendo di partecipazione. Già nel 1930 i pacchi dono distribuiti superarono i 600 000 e nel 1932 furono 1 243 351. Ciò presupponeva una macchina organizzativa enorme e capillare, in grado di raccogliere, suddividere, confezionare e distribuire le donazioni.
A partire dal 1934, dopo la caduta in disgrazia di Turati, la "Befana fascista" mutò la denominazione in "Befana del duce" (o "Natale del duce" per le zone in cui era tradizione distribuire i doni ai bambini in tale data), allo scopo di utilizzare la ricorrenza per avallare il culto della personalità di Benito Mussolini, avviata dal nuovo segretario del PNF, Achille Starace.
L'iniziativa continuò anche durante gli anni della seconda guerra mondiale, riprendendo la denominazione "Befana fascista" dopo l'instaurazione della Repubblica Sociale Italiana.